# 哈羅香港國際學校
哈羅香港國際學校（英語：Harrow International School Hong Kong）位於香港新界屯門掃管笏青盈路38號，於2012年正式啟校，校舍地理位置環境優越，毗鄰香港黃金海岸及掃管笏一帶之低密度住宅群，從而給予優越學習環境之餘該校亦有「首相搖籃」之稱。該校為一間英式全日制及寄宿連讀制男女校，並提供英式獨立學校教育模式予幼稚園至中學預科13年級學制，是英國倫敦哈羅大家庭於亞洲的第三間分校，與英國倫敦哈羅公學 Harrow School 及 The John Lyon School 為友校之聯校，由於學費高昂因而亦有「貴族學府」之稱。

## 概况
哈羅香港校舍佔地3.7984公頃，由香港特區政府在2009年以每年1,000港元租金批出前身為軍營的土地給予建校。2012年，哈羅香港獲教育局提供二億七千多萬港元免息貸款，用於興建校舍。此校舍由建築師事務所巴馬丹拿設計，採用新古典主义建筑風格。

### 學生
哈羅香港的學生包括小至3歲的幼稚園學生至18歲的高年級13班學生，學生來自35個不同國家，非本地學生的比例較香港政府教育局所定之規定（不多少50%非本地學生）為高。

### 師資
由2016年8月起，哈羅香港有140名教師和助教。大部分教師為英國人，部分來自英聯邦國家，擁有在英國及國際學校任教的經驗。

## 學校架構及課程
低年級：
- 幼稚園（K1至K2）：採用英國制 Early Years Foundation Stage 課程
- 初班（1至5年班）：初班採用英國制 National Curriculum of England（2014）課程

高年級：
- 預備班（6至8年班）：以英國制 National Curriculum 為基礎，提供技能導向的課程，從初班的家校環境過渡到高年級以科目主導的學習環境
- 高班（9至11年班）：3年課程以國際普通中學教育文憑考試（IGCSEs）為基礎
- 預科班（12至13年班）：2年課程以普通教育文憑高級程度考試（A-level）為基礎，另加專題研習課程（Extended Project Qualification）及學校自設的哈羅國際視野課程（Harrow International Perspectives）

### 教學語言
不論學生的母語， 所有學生在課堂、遊樂場及宿舍均使用英文。除英文外，所有學生可選擇學習其他語言，包括：中文（普通話）、法文和西班牙文。

## 獎學金與助學金
哈羅香港提供獎助金予學術成績優秀和課外活動表現出色的學生，擇優而錄，不論學生的家庭經濟背景，旨在吸引全球各地資優學生入讀。學生可以按需要申請助學金，或有機會全數減免學費。學生由6年班起可申請獎學金。

## 英國校方監督
哈羅香港的運作遵循與英國哈羅公學的協定。兩名英國哈羅公學校董會成員為學校校董會成員，他們每年來港3次，視察校舍及出席會議，確保哈羅公學大家庭的品質管理和提出指導。

## 以簡體字學中文事件
2018年6月4日，學校向家長發通告指在聆聽社群成員意見和經管治團體討論後，為了讓學生有充足的語文讀寫水平應付2047年的香港環境，校方決定於2019年新學年起，向小一至小五「初級班」（Lower School）學生教授簡體字中文課程，以調整集中資源教授單一的中文字體書寫法，引起香港家長大為不滿。哈羅回應說指明白家長的關注，指校方會舉辦多些課外活動使用繁體中文，讓學生對中文有更廣闊理解。

## 外部連結
维基共享资源上的相關多媒體資源：哈羅香港國際學校